# Farmersville
Farmersville város az USA Texas államában, Collin megyében. Lakosainak száma 3612 fő (2020. április 1.).

## Népesség
A település népességének változása:

| 2010 | 3 301 |
| 2020 | 3 612 |